# 다사고등학교
다사고등학교(多斯高等學校)는 대한민국 대구광역시 달성군 다사읍 죽곡리에 있는 공립 고등학교이다.

## 학교 연혁
- 1974년 12월 28일 : 다사고등학교 설립인가(남 3, 여 1학급)
- 1975년 3월 1일 : 개교, 김용대 초대 교장 취임
- 1981년 12월 2일 : 체육관 신축(809m2, 245평)
- 1992년 10월 15일 : 학칙변경 인가 (보통과 1, 자동차과 2학급)
- 1993년 12월 16일 : 다사종합고등학교로 교명 변경 인가
- 1995년 3월 1일 : 대구광역시로 편입
- 1999년 3월 1일 : 다사고등학교로 교명 변경
- 2004년 3월 1일 : 다사중·고등학교 병설체제에서 다사중학교 분리
- 2009년 10월 20일 : 교육과학기술부 지정 기숙형고교 선정
- 2018년 7월 3일 : 기숙사(왕선학사) 증축
- 2022년 2월 10일 : 제45회 졸업(127명, 누계 7,276명)
- 2022년 3월 2일 : 제48회 입학(125명)
- 2022년 9월 1일 : 제21대 신황규 교장 부임

## 참고 자료
- 다사고등학교 - 한국교육학술정보원 학교알리미